# キーボード・トリオ
キーボード・トリオ  (Keyboard Trio)は、ロック、ポップスにおける楽器編成の一つである。キーボード主体のサウンドとなり、プログレッシブ・ロック・バンドやジャズ・ロック・バンドに多く見られる。

## 特徴
楽器編成は、キーボード/ベース/ドラムであり、通常ロック・バンドには欠かせないギターが不在である事が特徴である。ギター不在であるため、必然的にキーボードがメロディー、ソロ、ハーモニー等のサウンドの上層部全般を担う事が多くなる。また、ベースがギター・パートを補うために、ファズやディストーションをかけたり、目立つベース・ラインやベース・ソロを弾く事が多い。ベースが必要に応じてギターを弾く事もある。この場合、一時的に下記の編成になる。
ギター入りのキーボード・トリオもあり、この場合の楽器編成は、キーボード/ギター/ドラムとなる。不在のベース・パートをキーボードの低音部が補完するか、キーボードやギターがベースを兼任（ライブではギターとベースのダブルネックやベースペダルを使用）するため、サウンド面では通常のキーボード/ギター/ベース/ドラム編成とあまり変わらない。（リズム・セクションがやや単調になる傾向がある）
キーボード・トリオのバンドは、音数の少なさから、3人だけでサウンドを成立させ、更に維持させていくには高度な演奏力とアレンジ能力が必要となる。音数の少なさを補うために、レコーディングではストリングスやホーン・セクションを導入したり、サウンドの幅を広げるために、後にギター、サックス等がメンバーに加わるバンドもある。
なお、本稿では主にロック、ポップスにおける楽器編成について述べており、他ジャンルでは以下のような楽器編成を指す。
- ジャズにおけるオルガン・トリオとは、一般的にオルガン/ギターまたはサックス/ドラム（ベース・パートはオルガンがベースペダルで補完）
- ジャズにおけるピアノ・トリオとは、一般的にピアノ/コントラバスまたはベース/ドラム
- クラシックにおけるピアノ・トリオとは、一般的にピアノ/ヴァイオリン/チェロ

## キーボード・トリオとなる経緯
- 通常のロック・バンドにおいて、サウンドの中心がギターである事に異を唱える形で意図的にギターを排除して結成。
  - スージー・クリーム・チーズ等
- ジャズにおけるピアノ・トリオを想定して。
  - 小谷美紗子トリオ、クラムボン、サン・トレーダー、ベン・フォールズ・ファイヴ、矢野顕子グループ等
- キーボード/ギター/ベース/ドラム編成を想定していたが、適切なギターが見つからずに。
  - エマーソン・レイク・アンド・パーマー等
- キーボード/ギター/ベース/ドラム編成のバンドからギターが脱退し、ギターを補充せずにキーボードが穴を埋める形で。
  - エッグ、カンタベリー・フェアー、コレギウム・ムジクム、GERARD、ソフト・マシーン、ナイス、U.K.、レ・オルメ、モーモールルギャバン等

## キーボード・トリオのバンド

### 通常のキーボード・トリオ（基本的にギターレス）
- アーカム (Arkham) ※結成時 - 1971年
- アトミック・ルースター (Atomic Rooster) ※1stアルバム時
- 雨先案内人 ※2010年 - 2013年
- アフロディテス・チャイルド (Aphrodite's Child)
- アメリカン・ティアーズ (American Tears) ※1stアルバム - 2ndアルバム時（アメリカのプログレッシブ・ロック・バンド）
- ARS NOVA (Ars Nova) ※結成 - 4thアルバム時
- アンディ・フレイザー・バンド (Andy Fraser Band) ※元フリー
- イル・バレット・ディ・ブロンゾ (Il Balletto Di Bronzo) ※1990年代の再結成以降（イタリアのプログレッシブ・ロック・バンド）
- 上原ひろみ THE TRIO PROJECT featuring Anthony Jackson & Simon Phillips ※アンソニー・ジャクソン (ベース)、サイモン・フィリップス (ドラム)
- WEAVER
- エス (Es) ※KENSOの小口健一在籍
- エッグ (Egg)
- エマーソン・レイク・アンド・パーマー (Emerson, Lake & Palmer)
- エマーソン・レイク・アンド・パウエル (Emerson, Lake & Powell)
- エレクトリック・ローズ・オーケストラ (Electric Rhodes Orchestra) ※阿部義晴、八熊慎一在籍
- 小谷美紗子トリオ ※山口寛雄(ベース)、玉田豊夢(ドラム)
- カムイ（北海道のインディーズのプログレッシブ・ロック・バンド）
- カンタベリー・フェアー (Canterbury Fair) ※アメリカのプログレッシブ・ロック・バンド
- ディアマンダ・ギャラス・ウィズ・ジョン・ポール・ジョーンズ (Diamanda Galás With John Paul Jones) ※アルバム『The Sporting Life』
- クォーターマス (Quatermass)
- クラウズ (Clouds) ※イギリスのプログレッシブ・ロック・バンド
- クラムボン (Clammbon)
- ケイヴマン・シューストア (Caveman Shoestore) ※1stアルバム、3rdアルバム時。アメリカのカンタベリー・ロック・フォロワー
- コリマ (Corima) ※1stアルバム時。アメリカのプログレッシブ・ロック・バンド
- コレギウム・ムジクム (Collegium Musicum) ※4thアルバム（1973年のライブ盤）時。チェコ・スロヴァキアのプログレッシブ・ロック・バンド
- The HITS!? ※難波弘之、森信行 在籍
- Thunder You Poison Viper ※三柴理、内田雄一郎、長谷川浩二在籍
- サン・トレーダー (Sun Treader) ※モーリス・パート、ピーター・ロビンソンはブランドXへ
- 385 ※元BLEACHのMIYA在籍
- GERARD (Gerard)（ロビン・スーシー脱退後）
- スージー・クリーム・チーズ (Suzy Cream Cheese) ※小川文明、高橋竜 在籍
- スーパーシスター (Supersister) ※2010年
- 7パインズ (7Pines) ※スイスのプログレッシブ・ロック・バンド
- センス・オブ・ワンダー (Sense of Wonder)
- ソフト・マシーン (Soft Machine) ※1stアルバム、2ndアルバム時
- 大山脈X ※1994年
- 大文字 ※吉田達也 在籍
- ダーティ・ループス (Dirty Loops) ※スウェーデンのロック・バンド
- だててんりゅう ※1971年
- チェア (Che-a)
- チック・コリア・エレクトリック・バンド (Chick Corea Elektric Band) ※結成時
- ティジー・バック (Tizzy Bac) ※台湾のバンド
- T.P.スモーク (T.P.Smoke) ※デンマークのブルース・ロック・バンド
- デイヴ・コープ (Dave Corp) ※アメリカのプログレッシブ・ロック・バンド
- ドクター・ゼット (Dr.Z) ※イギリスのプログレッシブ・ロック・バンド
- トリアンヴィラート (Triumvirat) ※1stアルバム - 3rdアルバム時。ドイツのプログレッシブ・ロック・バンド
- トレース (Trace) ※オランダのプログレッシブ・ロック・バンド
- ナイアシン (Niacin) ※ビリー・シーン在籍
- ナイス (The Nice) ※2ndアルバム以降
- 日本松ひとみバンド ※安達一郎(ベース)、松井修司(ドラム)
- ピールアウト (PEALOUT) ※5thアルバム以降。近藤智洋がピアノ、岡崎善郎がベースの場合
- 風味堂
- フォッサ・マグナ (Fossa Magna) ※クラムボンのミトのソロ・プロジェクト
- プログレルインズ ※ルインズ+小口健一
- ベン・フォールズ・ファイヴ (Ben Folds Five)
- むじゃ ※る＊しろうの金澤美也子在籍
- 三柴理Electric Trio ※白船睦洋(ベース)、小柳昌法(ドラム)
- ミスフィッツ (The Misfits) ※1977年
- メデスキ、マーティン・アンド・ウッド (Medeski, Martin & Wood)
- モーモールルギャバン ※2007年以降
- 柳田ヒログループ ※1971年。高中正義(ベース)、戸叶京助(ドラム)
- 矢野顕子グループ ※アンソニー・ジャクソン(ベース)、クリフ・アーモンド(ドラム)
- ヤングスキンズ (Yaung Skins) ※元デキシード・ザ・エモンズの八馬義弘、岩島篤史在籍
- U.K. ※2ndアルバム以降
- リキッド・トリオ・エクスペリメント (Liquid Trio Experiment)
- レ・オルメ (Le Orme) ※3rdアルバム - 5thアルバム、9thアルバム、12thアルバム時。イタリアのプログレッシブ・ロック・バンド
- レフュジー (Refugee)

### ギター入りのキーボード・トリオ（ベースレス、キーボード・ギターがベース兼任）
- アトミック・ルースター (Atomic Rooster) ※2ndアルバム、6thアルバム時
- ヴァン・ダー・グラフ・ジェネレーター (Van Der Graaf Generator) ※2007年以降、ピーター・ハミルがギターの場合
- エクスマグマ (Exmagma) ※ドイツのサイケデリック・ロック・バンド
- SBB (Szukaj、Burz、Buduj) ※ポーランドのプログレッシブ・ロック・バンド
- SFF (Schicke Führs Fröhling) ※スイスのプログレッシブ・ロック・バンド
- ジョディ・グラインド (Jody Grind) ※イギリスのプログレッシブ・ロック・バンド
- 3（スリー）
- フィールズ  (Fields)
- フォルムラ・トレ (Formula 3) ※イタリアのプログレッシブ・ロック・バンド
- ライフタイム (Lifetime) ※1stアルバム時。トニー・ウィリアムス 在籍
- る＊しろう ※元高円寺百景の金澤美也子在籍
- レア・バード (Rare Bird) ※5thアルバム、6thアルバム時
- ロード (Load) ※アメリカのプログレッシブ・ロック・バンド

### 変則編成
※トリオ編成以外はキーボード・トリオの派生バンドを参照

#### 専任ボーカル/キーボード/ドラム
- ヴァン・ダー・グラフ・ジェネレーター (Van Der Graaf Generator) ※2007年以降
- キーン (Keane) ※ドミニク・スコット脱退後、1stアルバム - 2ndアルバム時
- ワン・デイ・アズ・ア・ライオン (One Day as a Lion)

#### キーボード/キーボード/ドラム
- ARS NOVA (Ars Nova) ※5thアルバム - 6thアルバム時
- ヴァン・ダー・グラフ・ジェネレーター (Van Der Graaf Generator) ※2007年以降、ピーター・ハミルがキーボードの場合
- キーン (Keane) ※ドミニク・スコット脱退後、トム・チャップリンがキーボードの場合、1stアルバム - 2ndアルバム時
- ブルー・モーション (Blue Motion)
- テラコヤ (TLKY.)